# Ilse von Stach
Ilse Margarete Asta Helene von Stach, eigentlich Stach von Goltzheim (* 17. Februar 1879 im Haus Pröbsting bei Borken; † 22. August 1941 in  Münster) war eine deutsche Schriftstellerin.

## Leben

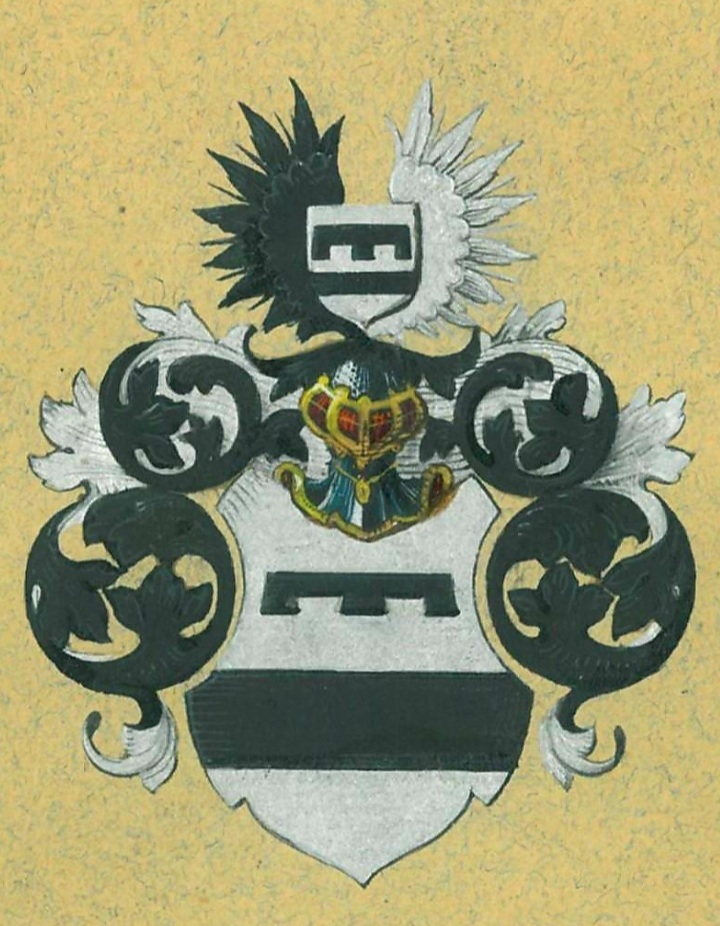
Wappen der Stach von Goltzheim

Ilse Stach entstammte einem alten, im 18. Jahrhundert noch reich begüterten adeligen Geschlecht in der Provinz Ostpreußen und war die Tochter des protestantischen Rittergutsbesitzers Baron Georg Stach von Goltzheim (* 25. Juli 1849) und seiner ersten Ehefrau Margarete, geborene von Barby (* 12. August 1856; † 20. August 1888).
Nach dem frühen Tod ihrer Mutter wuchs sie bei Verwandten in Aurich und in einem Damenstift in Altenburg auf. Bereits im Alter von 19 Jahren veröffentlichte sie ihren ersten Gedichtband. In Berlin ließ sie sich zur Lehrerin ausbilden. Dort verkehrte sie auch im Kreis der Künstlervereinigung Die Kommenden. In Berlin lernte sie ihren ersten Mann kennen und ging mit ihm nach Paris. Das Paar bekam dort eine Tochter, aber die Ehe scheiterte. Nach der Scheidung kehrte sie nach Berlin zurück. Dort heiratete sie 1902 den Polarforscher Theodor Lerner, mit dem sie zwei Söhne (Klaus und Thomas) hatte. Auch diese Ehe wurde geschieden. Sie zog 1905 nach Rom und setzte sich kritisch mit ihrem protestantischen Glauben auseinander. 1908 konvertierte sie zum Katholizismus. Im gleichen Jahr lernte sie ihren dritten Mann, den Kunstkritiker Martin Wackernagel, kennen. Sie heirateten 1912. Zuerst ließen sie sich in Planegg und dann in Leipzig nieder. Aus der Ehe gingen Peter (1913–1958), Karl Martin (1914–2004) und Maria Elisabeth (1919–2018) hervor. Seit 1921 lebten sie in Münster. Sie wohnten im Geistviertel (Hochstraße 3). An der Universitäts- und Landesbibliothek Münster wird der schriftliche Nachlass Ilse von Stachs aufbewahrt.
In Borken ist eine Straße nach der Schriftstellerin benannt.

## Werke
Ilse von Stach schrieb Dramen, Romane, Märchen und Lyrik. Ihr heute noch bekanntestes Werk, das Weihnachtsmärchen Das Christ-Elflein, entstand 1906 unter dem literarischen Einfluss von Gerhart Hauptmann. Es wurde im gleichen Jahr von dem Komponisten Hans Pfitzner vertont und in München uraufgeführt. In zahlreichen ihrer Werke setzte sich von Stach mit religiösen Problemen auseinander.
- Wer kann dafür, daß seines Frühlings Lüfte weh’n (Gedichte, 1898)
- Das Christ-Elflein. Weihnachtsmärchen. Textbuch. Musik Hans Pfitzner, Op. 20. Dichtung Ilse von Stach. Ries & Erler, Berlin 1906. 60 S.
- Der heilige Nepomuk (Drama, 1909)
- Die Sendlinge von Voghera (Roman, 1910)
- Missa poetica (Gedichte, 1912)
- Die Beichte (Novelle, 1913)
- Haus Elderfing (Roman, 1915)
- Requiem (Gedichte, 1917)
- Genesius (Tragödie, 1919 [2. Auflage: 1922; archive.org])
- Tharsicius (Festspiel, 1921)
- Weh’ dem, der keine Heimat hat (Roman, 1921; Neuausgabe 1931 unter dem Titel Non serviam)
- Griseldis (Drama, 1921)
- Melusine (Drama, 1922)
- Petrus (Komödie, 1924)
- Der Rosenkranz (Gedichte, 1929)
- Die Frauen von Korinth (Dialoge, 1929)
- Der Petrussegen. Erinnerungen und Bekenntnisse (1940)
- Wie der Sturmwind fährt die Zeit (Gedichte, 1948)